# Haditha (Irak)
Haditha (arabisch حديثة Hadītha, DMG Ḥadīṯa) ist eine Stadt in der Provinz al-Anbar im Nordwesten des Irak mit rund 90.000 Einwohnern. Der gleichnamige Distrikt Haditha umgibt die Stadt. Die Stadt liegt ca. 240 km nordwestlich von Bagdad.
In der Nähe von Haditha liegt die Haditha-Talsperre.

## Geschichte
In Haditha zweigte die nach der Aufteilung kolonialer Interessensphären zwischen Frankreich und Großbritannien ab 1935 in Betrieb genommene britische Kirkuk-Haifa-Pipeline von der französischen Kirkuk-Tripoli-Pipeline ab.
Haditha wurde von den US-amerikanisch geführten Truppen im April 2003 erobert. Seither hat sich die Stadt zu einem Zentrum des irakischen Widerstands entwickelt.
Im November 2005 haben Soldaten des US Marine Corps 24 Einwohner der Stadt im Massaker von Haditha getötet. Die Tat sollen sie anschließend verschleiert haben, das Pentagon habe den Angehörigen der Opfer bis zu 2500 Dollar Entschädigung angeboten. US-Präsident George W. Bush versprach Aufklärung und stufte den Vorwurf neben dem Abu-Ghuraib-Folterskandal als weiteren „schweren Fehler“ ein.
Am Morgen des 5. März 2012 griffen etwa fünfzig Bewaffnete eine Reihe von Kontrollposten der Polizei an und töteten dabei 27 Polizisten und verletzten drei. Auch ein Angreifer wurde getötet. Am 14. März bekannte sich die al-Qaida zugehörige Organisation Islamischer Staat im Irak zu der Tat.
Bei einer Anschlagsserie am 24. September 2013 töteten Attentäter in Haditha neun Polizisten.